# 米粮泉回族乡
米粮泉回族乡是中华人民共和国新疆维吾尔自治区伊犁哈萨克自治州察布查尔锡伯自治县下辖的一个民族乡。

## 行政区划
米粮泉回族乡下辖以下村级行政区划单位：
米粮泉村、克米其买里村和阿顿巴村。